# Julius Finter

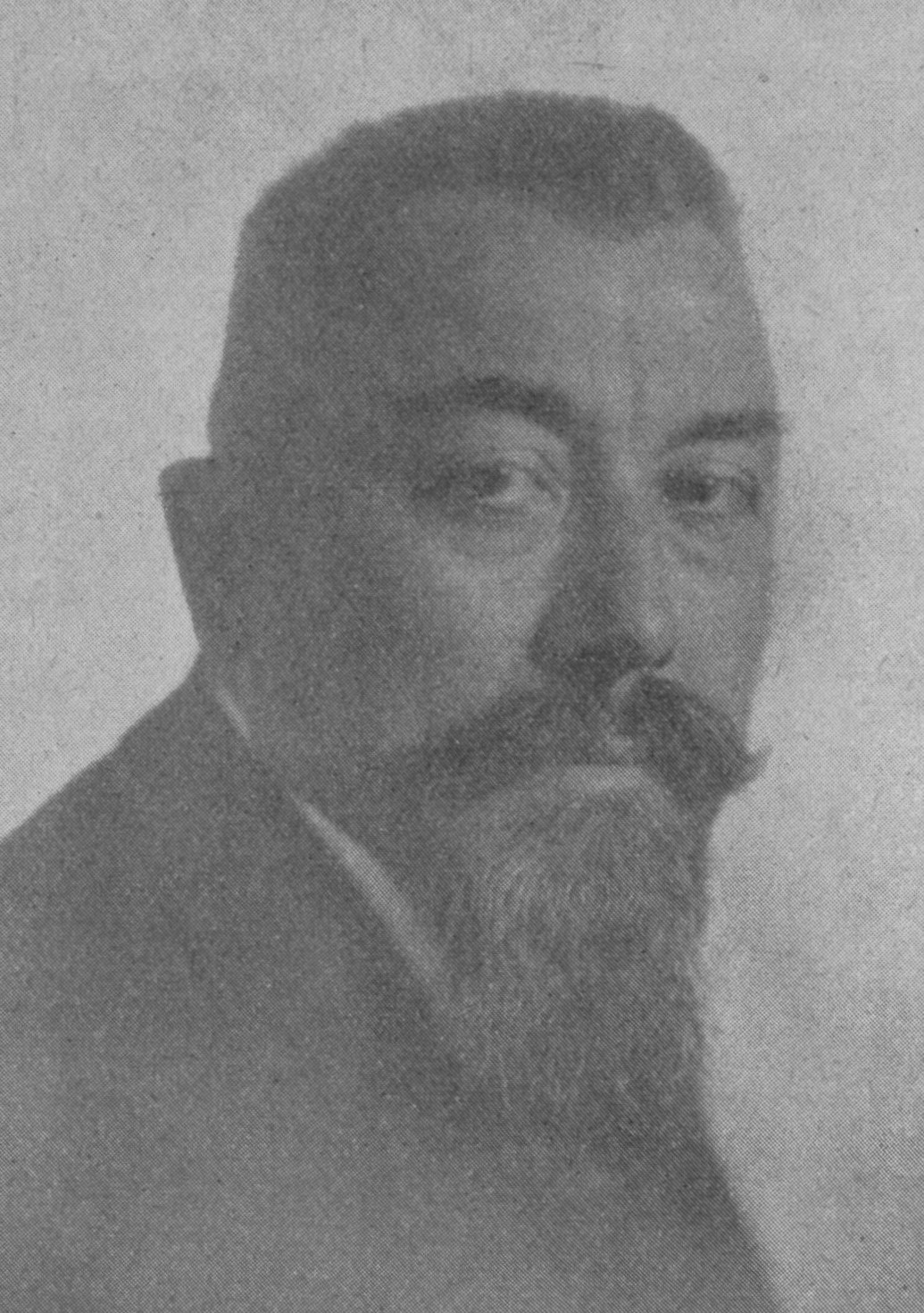
Julius Finter, um 1928

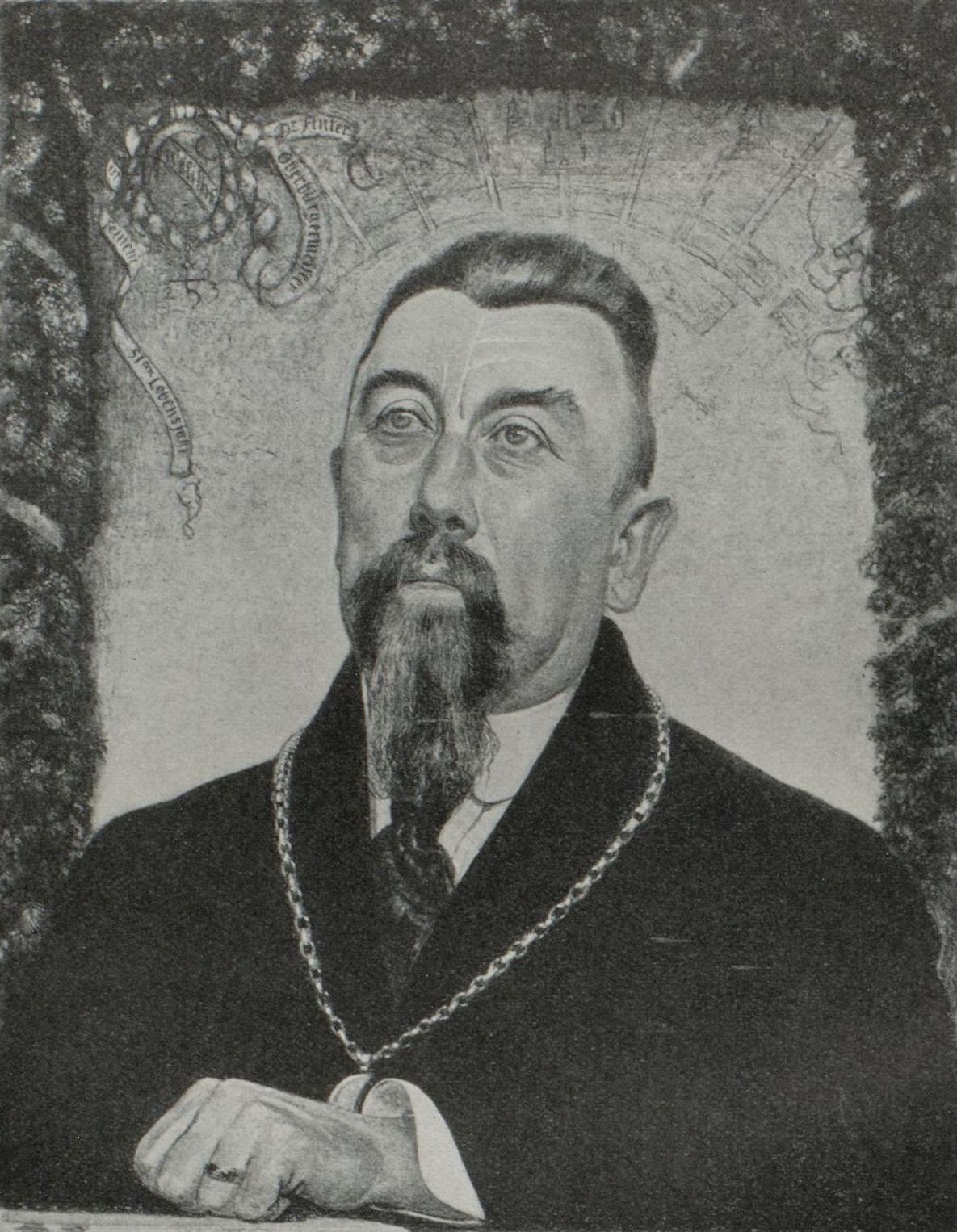
Julius Finter, Temperamalerei von Hans Adolf Bühler

Julius Finter (* 23. Januar 1872 in Feuerbach (heute Kandern-Feuerbach); † 19. Mai 1941 in Freiburg im Breisgau) war ein deutscher Jurist und Politiker. 

## Leben

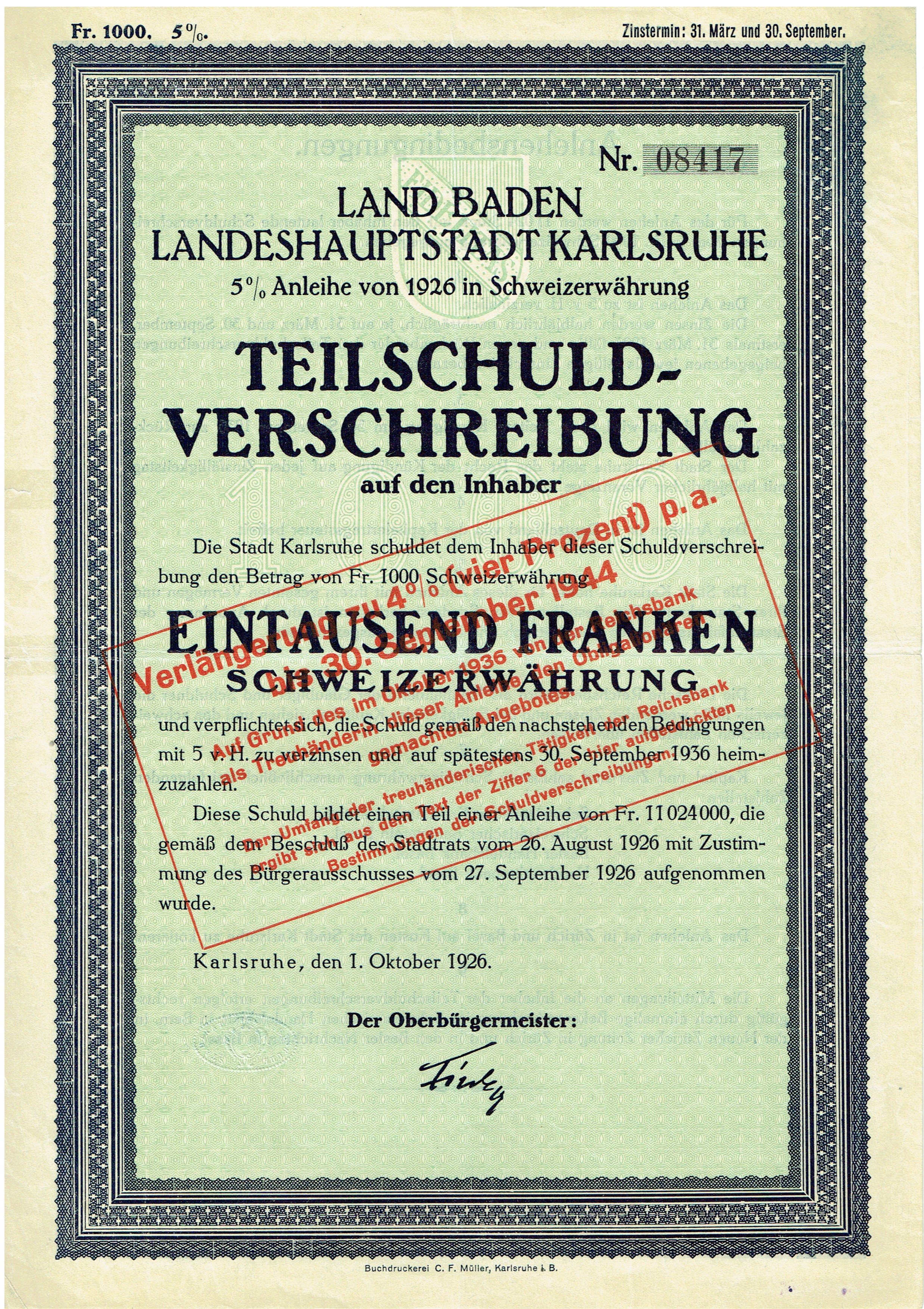
Anleihe über 1000 Franken von Karlsruhe vom 1. Oktober 1926, signiert von Oberbürgermeister Finter.

Finter wurde in Feuerbach einem Ortsteil der Stadt Kandern geboren. Julius Finter studierte Jura und promovierte an der Heidelberger Universität. Während seines Studiums wurde er Mitglied der Landsmannschaft Teutonia Heidelberg-Rostock. Von 1900 bis 1908 war er Richter in Mannheim, seit 1904 als Amtsrichter, seit 1905 als Oberamtsrichter und seit als Landgerichtsrat. 1908 wurde er zum Bürgermeister in Mannheim gewählt, zunächst unterstand er Oberbürgermeister Paul Martin und ab 1914 Theodor Kutzer.
1919 erhielt der in Karlsruhe amtierende Oberbürgermeister Karl Siegrist in der Stadtverordnetenversammlung keine Mehrheit mehr. Auf die Stellenausschreibung bewarb sich Finter, mittlerweile Mitglied der DDP, und wurde mit 91 von 92 Stimmen gewählt. In seiner Amtszeit wurden die Dammerstock-Siedlung, das Rheinstrandbad Rappenwört und das Wasserwerk in Mörsch gebaut. Im Mai 1933 wurde er von den Nationalsozialisten zum Rücktritt gezwungen.
Im Mai 1941 verstarb Julius Finter im Alter von 69 Jahren in Freiburg im Breisgau.

## Ehrungen
Die Technische Hochschule Karlsruhe verlieh Finter im Jahr 1928 die Ehrendoktorwürde und die Stadt Karlsruhe benannte eine Straße nach ihm.